# Jorge Couceiro da Costa

Jorge Couceiro da Costa.

Jorge Couceiro da Costa (Aveiro, Cacia, 20 de Março de 1858 — Porto, 7 de Junho de 1938) foi um político do Partido Centrista Republicano e Ministro da Justiça Português de 9 de Outubro a 23 de Dezembro de 1918. Era neto paterno dum primo em segundo grau do 1.º Barão do Paço de Couceiro e primo-irmão do avô materno de Leonor Beleza e Miguel Beleza.